# Żałe
Żałe est une localité polonaise de la voïvodie de Couïavie-Poméranie et du powiat de Rypin,.